# Villers-Saint-Frambourg
Villers-Saint-Frambourg is een plaats en voormalige gemeente in het Franse departement Oise (regio Hauts-de-France) en telt 582 inwoners (1999). De plaats maakt deel uit van het arrondissement Senlis.

## Geschiedenis
Villers-Saint-Frambourg is op 1 januari 2019 gefuseerd met de gemeente Ognon tot de gemeente Villers-Saint-Frambourg-Ognon. 

## Geografie
De oppervlakte van Villers-Saint-Frambourg bedraagt 9,7 km², de bevolkingsdichtheid is 60,0 inwoners per km².
De onderstaande kaart toont de ligging van Villers-Saint-Frambourg met de belangrijkste infrastructuur en aangrenzende gemeenten.

## Demografie
Onderstaande figuur toont het verloop van het inwonertal.